# Casa di Lucio Cecilio Giocondo

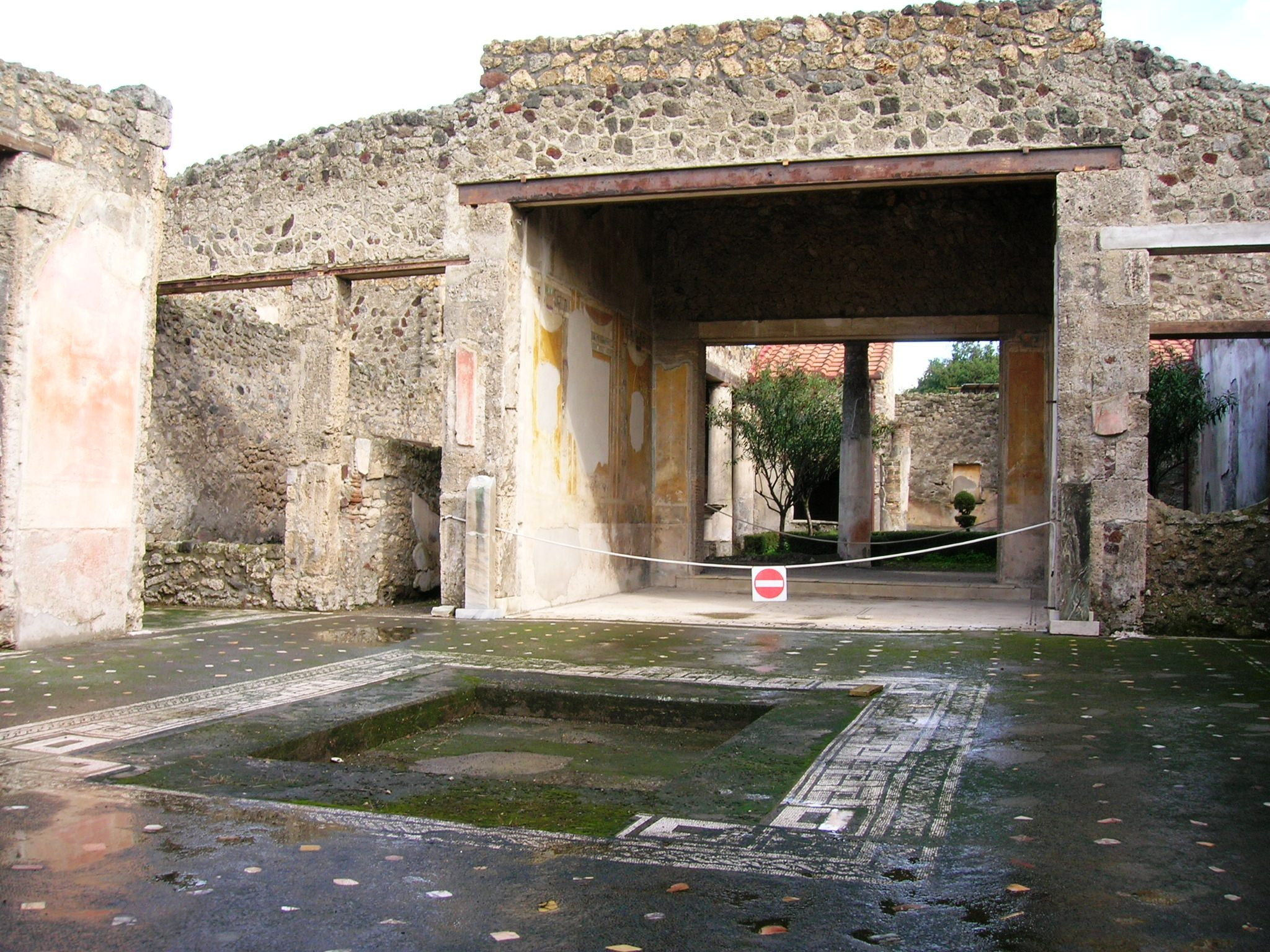
L'atrio ed il tablinio

La casa di Lucio Cecilio Giocondo è una casa di epoca romana, sepolta durante l'eruzione del Vesuvio del 79 e ritrovata a seguito degli scavi archeologici dell'antica Pompei.

## Storia
La casa fu costruita tra la fine del III e l'inizio del II secolo a.C. e subì nel corso degli anni piccoli rifacimenti: rimasta danneggiata durante il terremoto di Pompei del 62, fu ristrutturata dall'allora proprietario, il banchiere Lucio Cecilio Giocondo, dal quale prende il nome; seppellita sotto una coltre di ceneri e lapilli a seguito dell'eruzione del Vesuvio nel 79, fu rinvenuta grazie agli scavi borbonici nel 1844 ed esplorata nuovamente nel 1875. Durante il corso della seconda guerra mondiale fu leggermente danneggiata dai bombardamenti americani: al termine del conflitto fu infatti necessario riposizionare le tegole del tetto, riordinare le colonne del peristilio e ripulire la pavimentazione dalla caduta di alcuni calcinacci.

## Descrizione

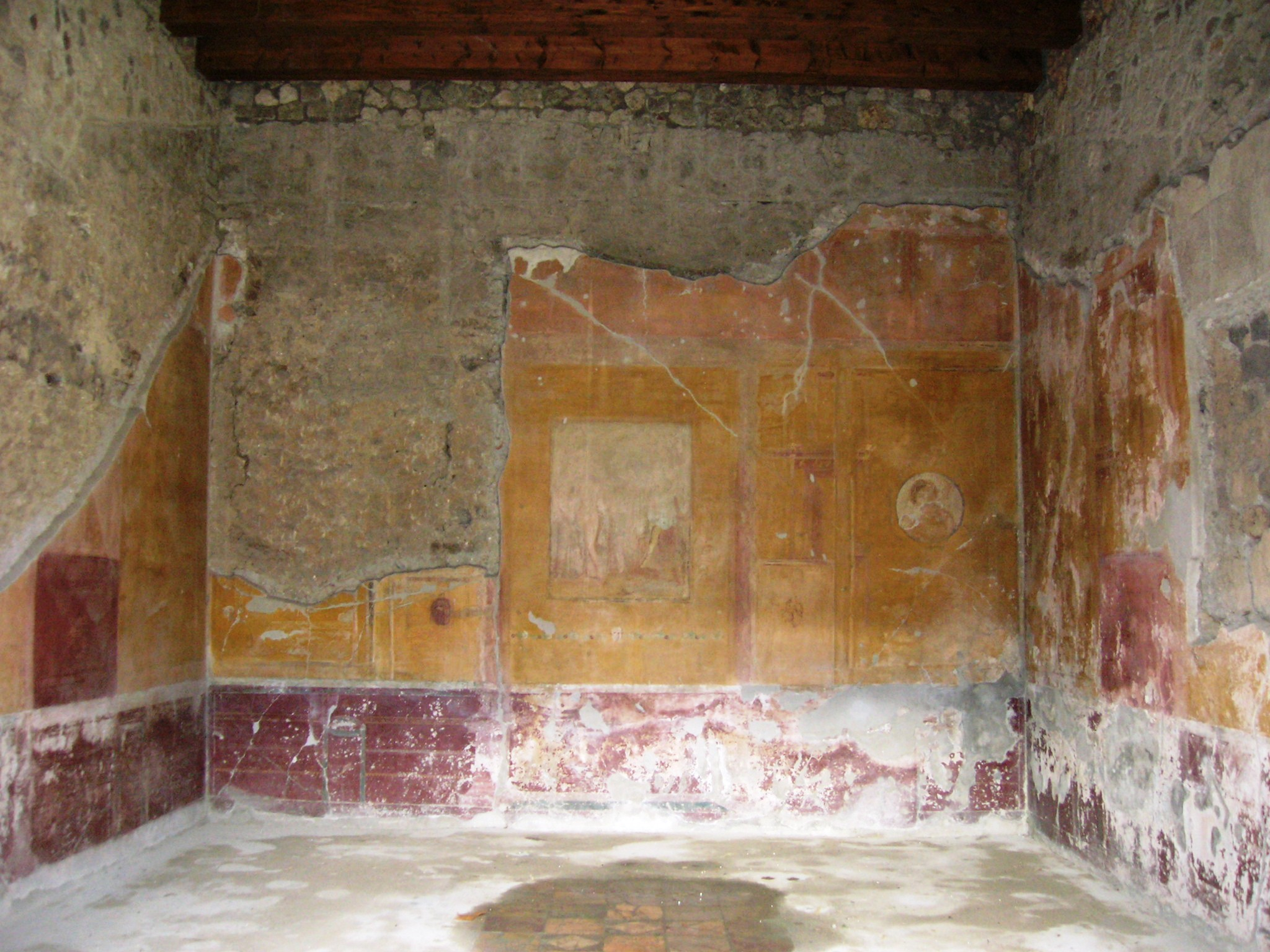
Il triclinio

La Casa di Lucio Cecilio Giocondo è interamente realizzata in opera a telaio di calcare di Sarno, con l'utilizzo del tufo nelle parti decorative: la grande abilità del proprietario, Lucio Cecilio Giocondo, di saper svolgere il suo lavoro, ossia quello di banchiere, portò ad una grossa quantità di guadagni e ciò si nota nel grande sfarzo della sua casa. L'ingresso si affaccia direttamente su Via del Vesuvio e due grossi pilastri, sui quali al momento dello scavo furono rinvenute diverse iscrizioni elettorali: ai lati dell'entrata si aprono due botteghe. Superato il vestibolo nel quale è conservato un mosaico pavimentale raffigurante un cane, si accede all'atrio, con impluvium centrale contornato da un mosaico a figure geometriche mentre nel resto dell'ambiente la pavimentazione è in cocciopesto con inserti di marmi colorati; nell'angolo nord-ovest si trova un larario decorato in marmo: in particolare la parte superiore della base era caratterizzata da due bassorilievi che rappresentavo i danni provocati dal terremoto del 62, ossia il crollo di Porta Vesuvio, andato rubato, e i danneggiamenti al Tempio di Giove, conservato al museo archeologico nazionale di Napoli; tali opere furono eseguite molto probabilmente in segno di espiazione verso gli dei irati o, ipotesi meno accreditata, questi bassorilievi furono eseguiti in segno di ringraziamento verso gli dei i quali, provocando il terremoto, avevano permesso l'arricchimento di Cecilio Giocondo, che aveva speculato sulle disgrazie altrui. Intorno all'atrio si aprono diversi cubicoli, in alcuni dei quali si è conservata sia la pavimentazione con disegni a mosaico, sia decorazioni parietali, anche se alcune raffigurazioni sono andate in parte andate perdute come il dipinto di Ulisse e Penelope e una scena teatrale.

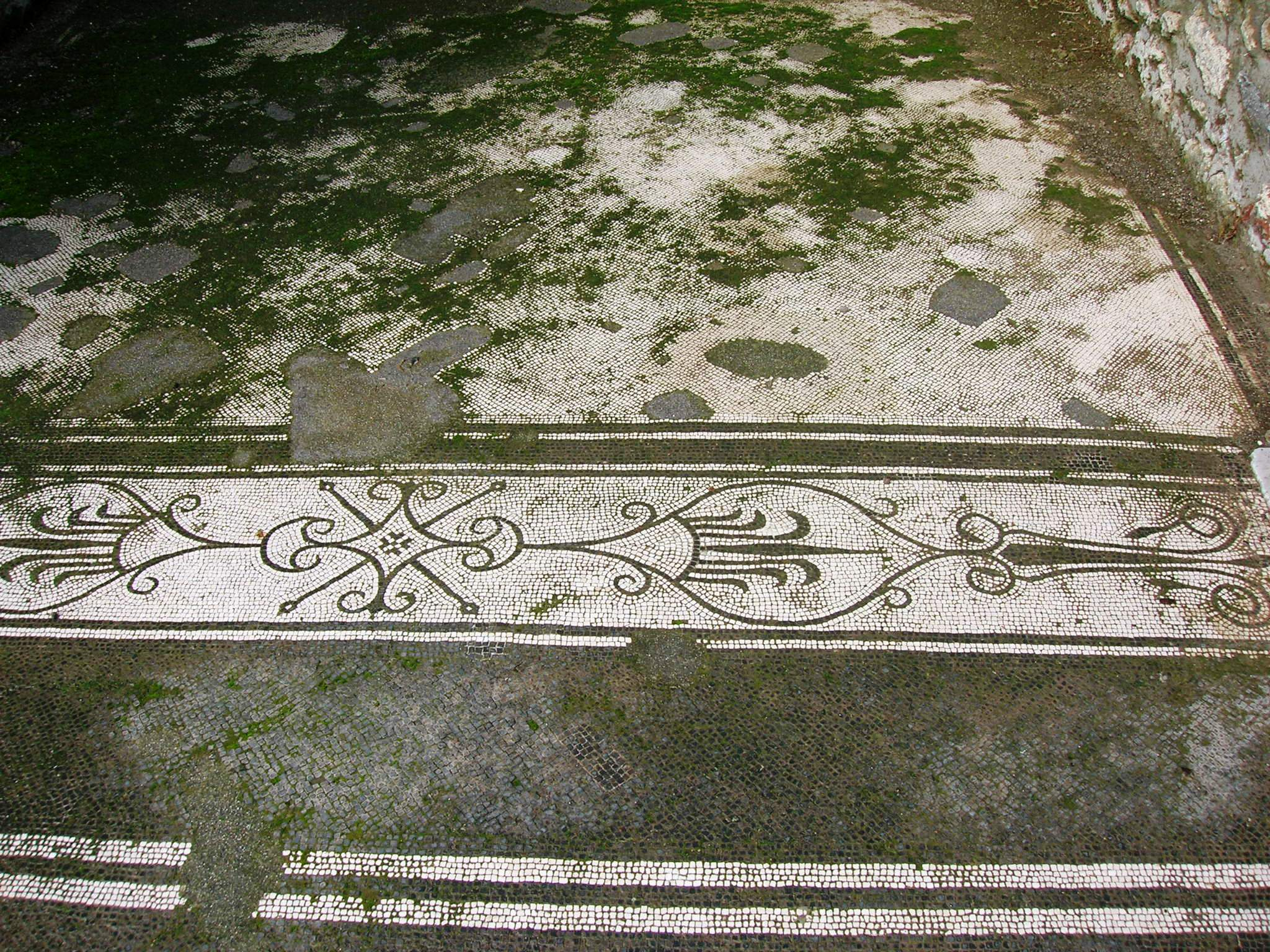
Pavimentazione a mosaico

Sull'atrio si apre il tablino, di notevoli dimensioni, forse utilizzato dal proprietario per esercitare la sua professione: ai lati degli stipiti d'ingresso sono presenti due colonnine sulle quali erano poste due erme, in particolare quella a sinistra sosteneva una testa in bronzo raffigurante o lo zio o il padre
 di Cecilio Giocondo, dono del liberto Felix, così come attestato dall'iscrizione incisa sul pilastro:

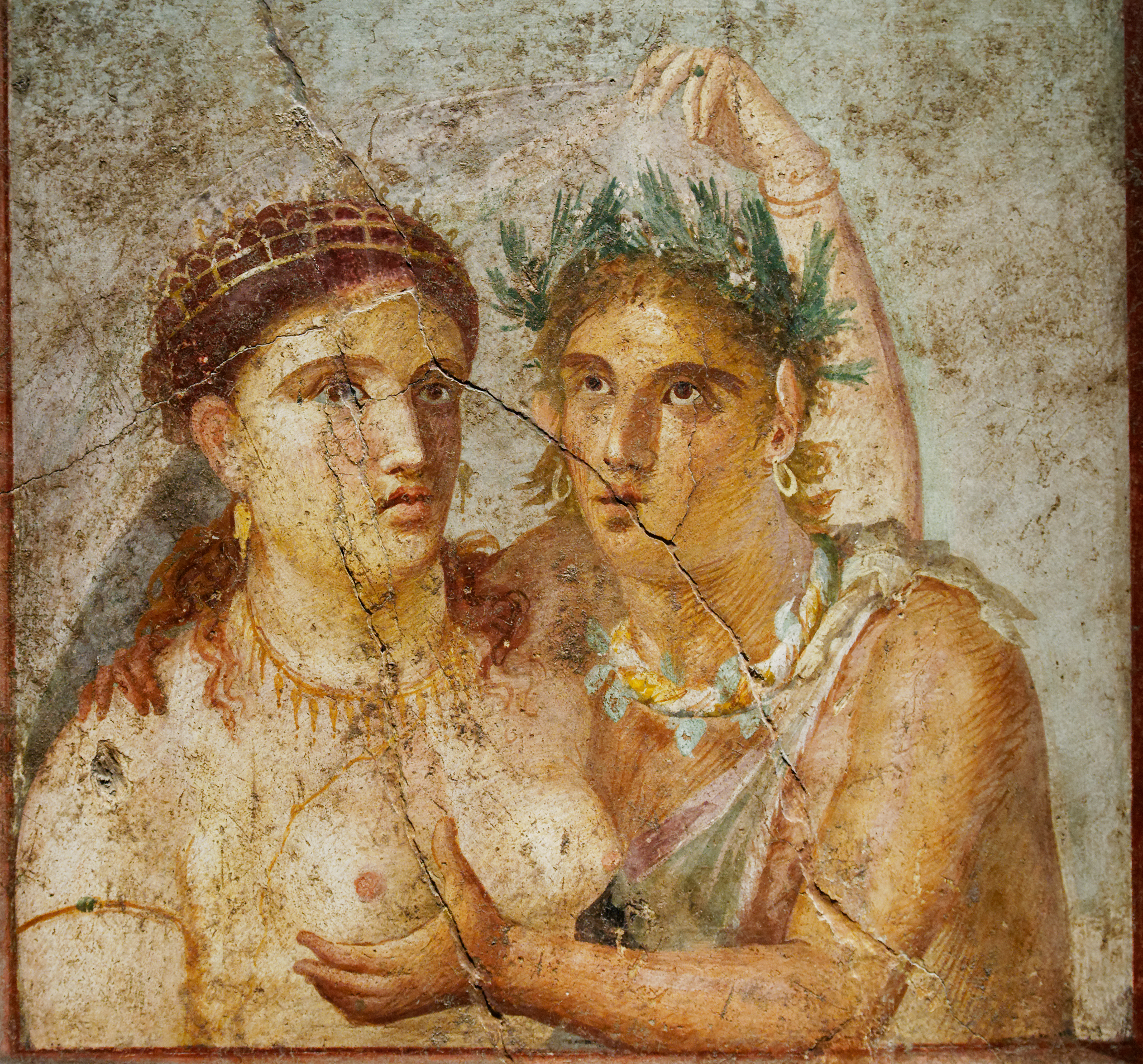
Satiro con Menade

Su quella destra invece era posizionata una testa in oro, andata distrutta durante le esplorazioni. Il tablino conserva intatta la pavimentazione a mosaico con al centro un disegno geometrico, mentre alle pareti sono affreschi in terzo stile che originariamente erano color cinabro, poggiati su un fondo ocra, di cui oggi rimane solo quest'ultimo colore: su ambo i lati i pannelli decorativi sono divisi in tre scomparti, simili a tappeti, ornati con elementi vegetali; la parete di destra presentava al centro di ogni scomparto quadretti raffiguranti un Satiro che abbraccia una Menade, Ifigenia in Tauride e una Menade con Cupido, tutti staccati e conservati al museo archeologico di Napoli, mentre sul lato sinistro sono ancora in loco l'affresco di un Satiro con Menade, una raffigurazione incerta, probabilmente rappresentate il ritorno di Ettore cadavere ed ancora un Satiro con Menade.
Superato il tablino si accede al peristilio, che ha conservato intatto il colonnato, una fontana con vasca in marmo, diversi graffiti ed un affresco erotico ed uno di grande animale: al centro di questo ambiente è il giardino, mentre intorno si aprono diversi ambienti come il triclinio con resti delle decorazioni parietali: in particolar modo sono visibili dei medaglioni con volti di donna, un grande quadretto, rovinato dal tempo, raffigurante Paride fra tre dee, e Teseo che abbandona Arianna, in questo caso staccato dalla sua collocazione originale; anche questi pannelli presentano una parte centrale in giallo ocra e una zoccolatura in rosso. Altri ambienti conservano scarsi resti degli intonaci e degna di note è l'esedra con nicchia utilizzata come larario ed un tavolo in marmo: nei pressi di questa sala, a causa del crollo durante l'eruzione del piano superiore fu ritrovato, tra il 3 ed il 5 luglio 1875, un piccolo forziere contenente centocinquantaquattro tavolette cerate, che riportavano la somma degli affitti riscossi e le quote versate per l'acquisto di proprietà: la datazione di questi documenti va dal 52 al 62, dopodiché si pensa che il banchiere si ritirò a vita privata dedicandosi ad opere religiose. Una scala conduceva ad una cantina sotterranea, nella quale si riconoscono degli affreschi con disegni di elementi naturali.